# Monomotronic

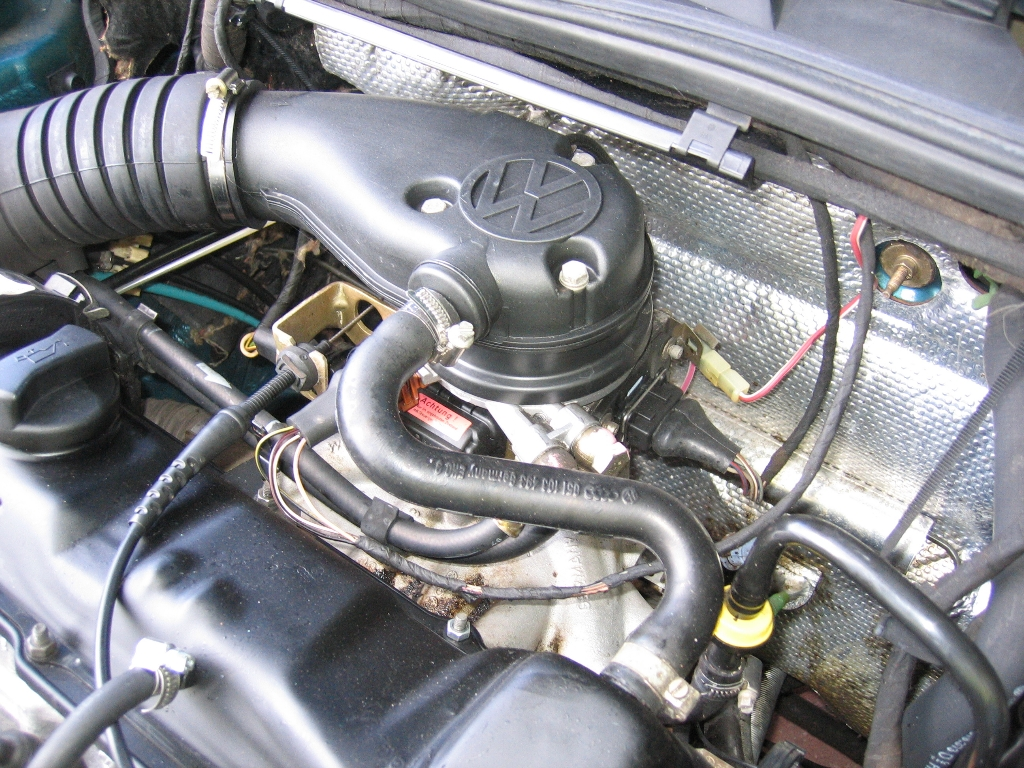
Bosch Mono-Motronic auf einem 1,8-Liter-Motor mit 66 kW (90 PS) von VW (MKB: RP, Bj. 1991)

Mono-Motronic ist ein Markenname der Robert Bosch GmbH für ein vollelektronisches Motormanagementsystem für Ottomotoren mit Zentraleinspritzung (SPI), das ab 1989 hergestellt wurde.
Die Mono-Motronic ist eine Weiterentwicklung der Mono-Jetronic; als Steuerungshardware kommt mit der Motronic eine frei programmierbare Motorsteuerung der Robert Bosch GmbH zum Einsatz. Die grundlegenden Funktionen und Regelungsverfahren wurden von der Mono-Jetronic übernommen.

## Einspritzverfahren
Die Mono-Motronic arbeitet mit einer SPI (Single Point Injection) Zentralpunkteinspritzung ohne Luftmassenmesser für 4-Zylinder-Otto-Motoren mit Drei-Wege-Katalysator (für einige Länder gibt es eine Version für Fahrzeuge ohne Katalysator, für verbleite Kraftstoffe). Sie ist also eine indirekte, zentrale, intermittierende, elektronisch gesteuerte Einspritzung mit einem Einspritzventil für alle Zylinder und äußerer Gemischbildung. Der Kraftstoffdruck beträgt 1 bar. Die Einspritzung des Kraftstoffs erfolgt vor der Drosselklappe in das Saugrohr. Die Mono-Motronic war das erste vollelektronische Motorsteuerungssystem mit Lambdaregelung für Fahrzeuge der Kompaktklasse.

## Neuerungen gegenüber dem Vorgänger, der Mono-Jetronic
- integrierte elektronische Zündsteuerung
- Zündverteiler ohne Verstelleinrichtung
- zündseitige Leerlaufstabilisierung
- erweiterte On-Board-Diagnose mit schneller Datenübertragung
- sie erkennt geänderte Umgebungs- und Betriebsbedingungen (Adaptives System)
- Notlaufeigenschaften

Die entscheidende Verbesserung gegenüber der Mono-Jetronic liegt in der Kennfeldzündung, die eine bessere und saubere Verbrennung ermöglicht.

## Hauptregelkreis, α/n-Steuerung
Die Einspritzzeit und somit die Kraftstoffmenge sowie der Zündzeitpunkt werden aus den Messgrößen Drehzahl [n] und Drosselklappenwinkel [α] unter Berücksichtigung von Korrekturgrößen wie der Lufttemperatur und der Abgaszusammensetzung (Lambdaregelung) errechnet. Die Drosselklappe wird mechanisch über das Fahrpedal betätigt. Der Drosselklappenwinkel wird mittels zweier Drosselklappenpotentiometer gemessen, die Drehzahl wird aus dem Signal des Hall-Sensors des Zündverteilers abgeleitet. Diese Art der Steuerung wird α/n-Steuerung genannt.

## Sensoren/Aktoren

### Hauptsensoren
- Drosselklappenpotentiometer
- Leerlaufkontakt
- Hallgeber des Zündverteilers
- Lambdasonde
- Lufttemperaturfühler (NTC-Widerstand)
- Kühlmitteltemperaturfühler (NTC-Widerstand)

### Hauptaktoren
- Drosselklappensteller
- Einspritzventil
- Endstufe der Zündspule/des Zündtrafos

### Weitere Sensoren/Aktoren
Neben den Hauptsensoren werden noch weitere Signale wie die der Klimabereitschaft oder des Klimakompressors verarbeitet, um zum Beispiel die Drehzahl kurz vor dem Einschalten des Klimakompressors anzuheben und somit einen Drehzahleinbruch zu vermeiden. Ebenso werden noch weitere Aktoren wie beispielsweise die Kraftstoffpumpe angesteuert.

## Weiterentwicklung 1994
Im Jahre 1994 kam eine verbesserte Version der Mono-Motronic auf den Markt. Sie hatte höheren Fahrkomfort, geringere Schadstoffemissionen und geringeren Kraftstoffverbrauch. Es gab kleinere bauliche Änderungen, wie etwa einen neuen 45-poligen Anschlussstecker (bisher 35-polig).
- Leerlaufstabilisierung mittels Drosselklappenstellerstößel
- Geber für Drosselklappensteller
- Steuergerät verarbeitet Geschwindigkeitssignal
- Klopfsensor

## Allgemeines
Die Mono-Motronic scheiterte an den steigenden Anforderungen an die Abgasqualität. Hauptnachteil war das zentrale Einspritzventil. Insbesondere war es die schlechte Gleichverteilung des Kraftstoffs, die bewirkte, dass zwei der Zylinder mit λ>1, also mager, liefen, zwei jedoch fett (λ<1). Die Fehleinstellung war jedoch kein konstanter Versatz, den man etwa durch eine Überarbeitung des Saugrohres hätte beheben können, sondern wechselte je nach Drehzahl und/oder Motorlast. Auch wenn das durchschnittliche Luftverhältnis 1 betrug, war dasjenige der einzelnen Zylinder zueinander ungleich, so dass die Schadstoffentstehung ungünstig verlief.
Auch bei schnell wechselnden Betriebspunkten, wie es bei hochdynamischem Betrieb der Fall ist, war die Zentraleinspritzung ungünstig. Ein Teil des Kraftstoffs bildet einen Kraftstofffilm im Saugrohr, der im Gegensatz zur hochdynamischen Luftsäule im Saugrohr träge ist und langsamer transportiert wird. Die Folge ist ein kurzzeitiges Abmagern, dem mit einer Beschleunigungsanreicherung begegnet wird. Im Verzögerungsfall ist der Kraftstofffilm die Ursache für ein kurzzeitiges Anreichern des Gemisches. Durch die gewollte Anreicherung und den trägen Film kann es insbesondere im Kurzstreckenverkehr zu Ölverdünnung kommen. Wenn der Motor warm wird, verdunstet ein Teil des im Öl gelösten Benzins, was einen höheren Anteil unverbrannter Kohlenwasserstoffe (HC-Wert) im Abgas bewirkt, der jedoch bei funktionierender Abgasnachbehandlung abgebaut wird.
Die Mono-Motronic wurde wegen der günstigen Systemkosten lange in Fahrzeuge der unteren Leistungsklasse eingebaut. Hauptabnehmer waren Volkswagen, Audi, Fiat, Seat, Škoda und Volvo. Eines der letzten Fahrzeuge mit diesem Einspritzsystem war bis 2000 das Golf III/IV Cabriolet mit dem 1,8-Liter-Motor (55/66 kW).
General Motors hatte mit der Multec-Zentraleinspritzung ein eigenes System mit ähnlicher Komponentenauswahl, das hauptsächlich bei Opel-Fahrzeugen eingebaut wurde. Die Multec-Zentraleinspritzung hatte einen Saugrohrdrucksensor und war deshalb der einfacheren α/n-Steuerung der Mono-Motronic überlegen.